# Tilman Riemenschneider

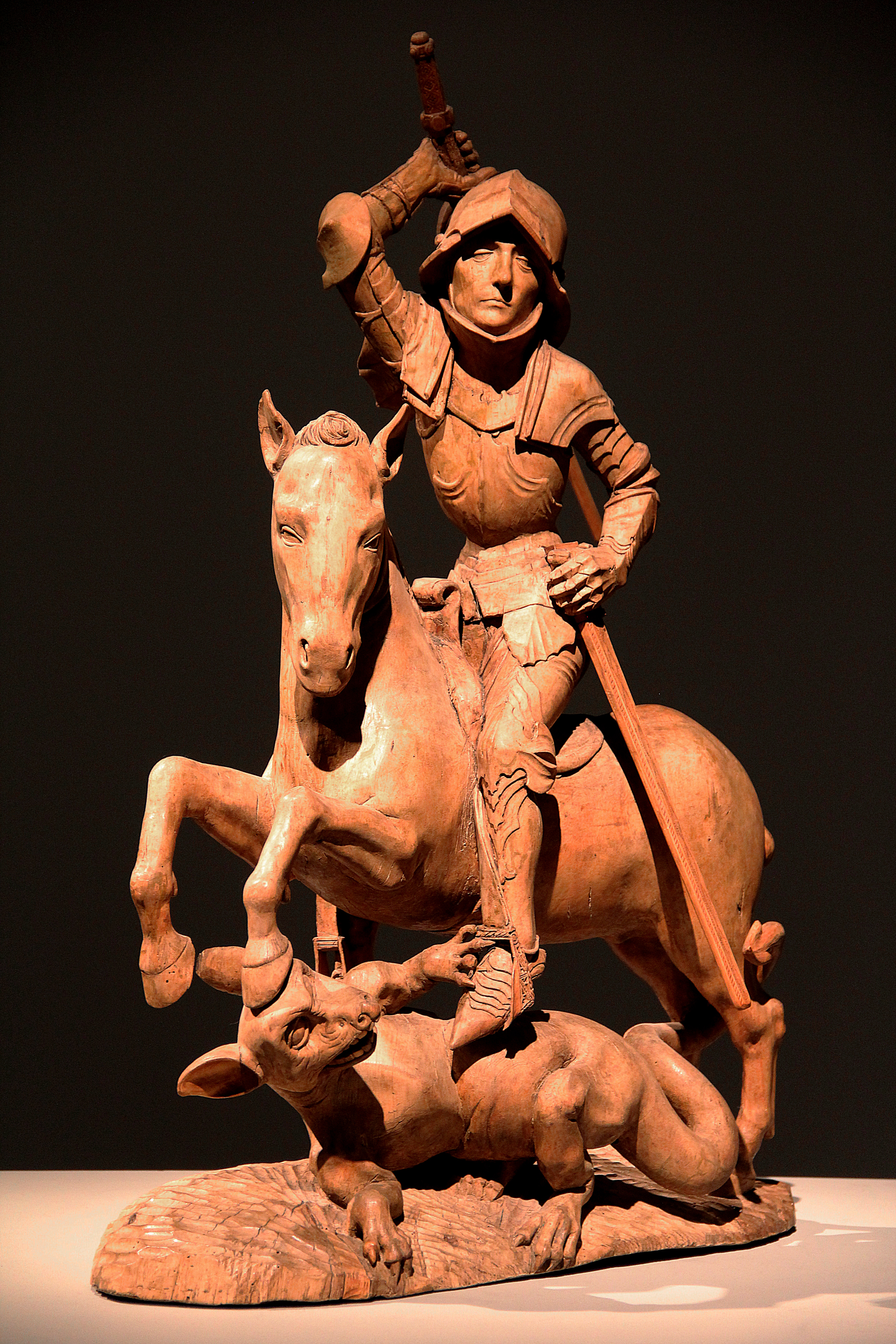
Tilman Riemenschneider: Der heilige Georg im Kampf mit dem Drachen, ca. 1490/1495 (Bode-Museum, Berlijn)

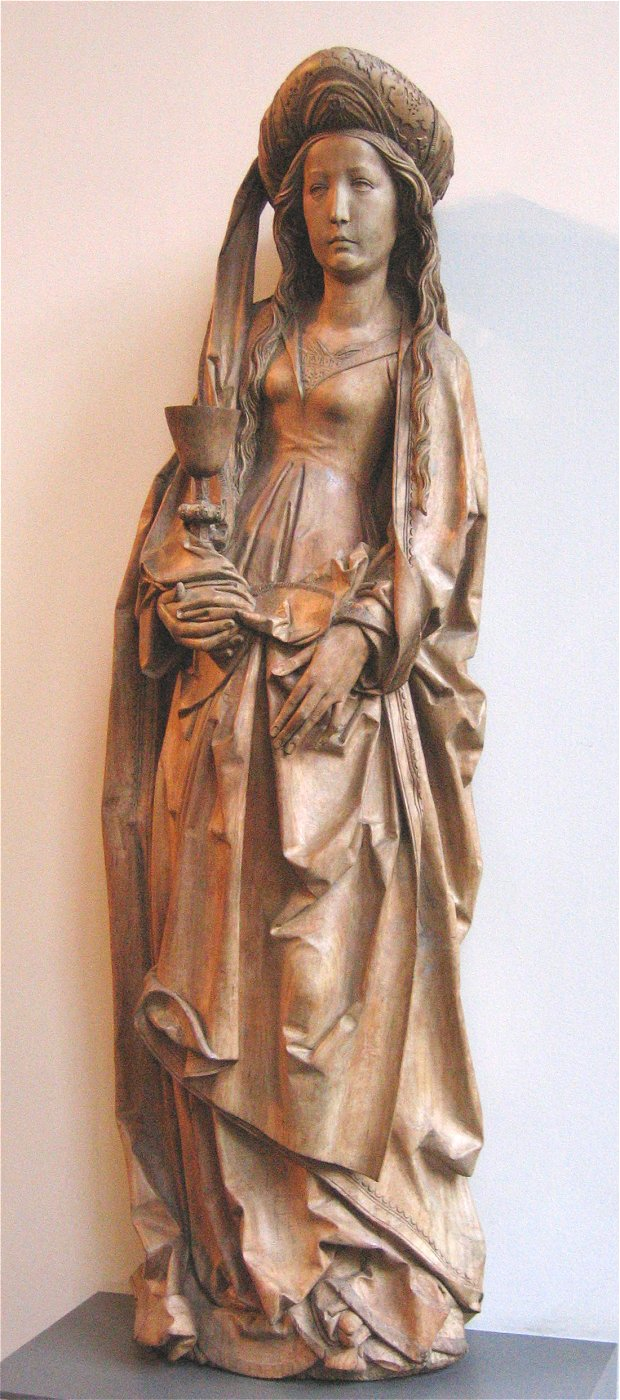
Tilman Riemenschneider: Heilige Barbara (circa 1510),; München, Bayerisches Nationalmuseum

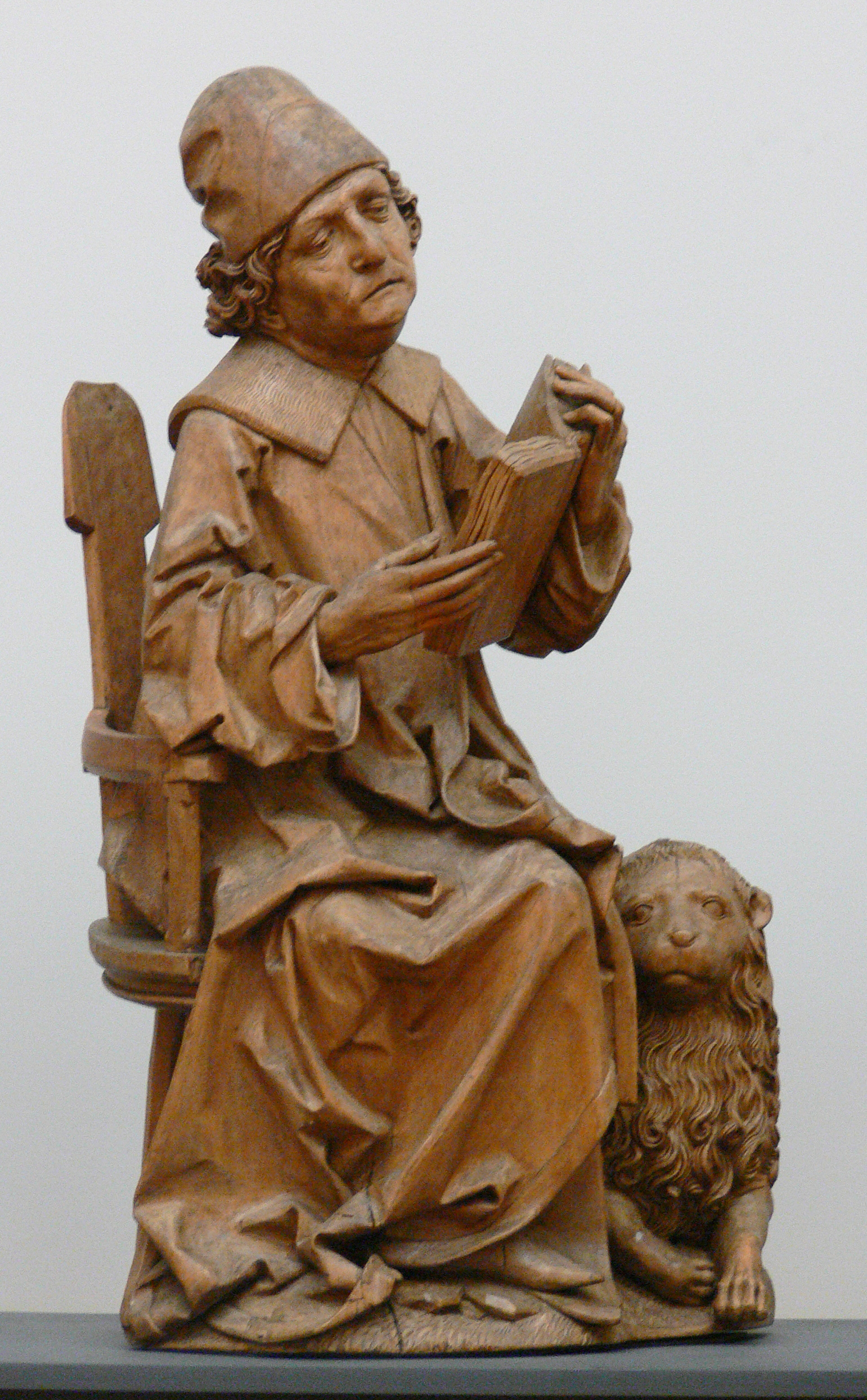
Evangelist Markus (1490/2), Bode Museum (Berlijn)

Tilman Riemenschneider (Heiligenstadt, circa 1460 – Würzburg, 7 juli 1531) was een van de belangrijkste Duitse houtsnijders en beeldhouwers van de laatgotiek en de vroege Renaissance.

## Leven en werk

### Jeugd en opleiding
Tilman Riemenschneider werd geboren tussen 1459 en 1462 in Heiligenstadt in het district Eichsfeld (Thüringen). Hij bracht zijn jeugd door in Osterode, waar zijn vader werkzaam was als muntmeester.
Omstreeks 1473 ontving Tilman Riemenschneider een beeldhouw- en houtsnijwerkopleiding, vermoedelijk in Straatsburg en Ulm. Veel is over deze periode in zijn leven niet bekend, maar hij maakte waarschijnlijk kennis met de kunst van de etser Martin Schongauer, wiens werk hem later vaak tot voorbeeld diende.

### Carrière
Op 7 december 1483 lukte het Riemenschneider uiteindelijk in Würzburg als gezel in het Sint-Lucasgilde, het gilde der schilders, beeldhouwers en glazeniers, opgenomen te worden. Zijn meesterbrief ontving hij na zijn huwelijk met de weduwe van een goudsmid op 28 februari 1485. Omstreeks 1500 had hij als kunstenaar een uitstekende reputatie verworven en kon zich een welvarende burger noemen. Hij bezat in Würzburg meerdere huizen, landerijen, een eigen wijngaard en een florerend atelier. Hij had vele, soms ook begaafde, gezellen in dienst.
In 1504 werd Tilman Riemenschneider tot raadslid benoemd, welke functie hij gedurende twintig jaar bekleedde. Door dit openbare ambt groeide niet alleen zijn maatschappelijke aanzien, doch verwierf hij ook lucratieve opdrachten. Van 1520 tot 1524 was hij zelfs burgemeester. Omstreeks deze tijd waarde de geest van de Reformatie door het land, hetgeen ook vele burgers van Würzburg aansprak. De stadsraad voerde gedurende langere tijd politieke strijd met de machtige Prins-bisschop, die als Soeverein over het Prinsbisdom Würzburg regeerde en in de Vesting Marienberg resideerde.

### Boerenoorlog
De strijd escaleerde in 1525 tijdens de Duitse Boerenoorlog, toen opstandige boeren zich verbonden met de burgers van Würzburg en zich gezamenlijk tegen de bisschop keerden. Tegen de overweldigende troepenmacht van de bisschop waren de burgers en boeren niet bestand en binnen enkele uren konden de troepen Würzburg binnenvallen met gevangenneming van de aanvoerders van de opstand, waaronder alle leden van de stadsraad. Zij werden gevangengezet in de Marienberg, waaronder ook Riemenschneider die twee maanden gevangen zat en zou zijn gefolterd. Alle leden van de stadsraad kwamen weer vrij, ook Riemenschneider, maar moest ten minste de helft van zijn bezittingen afstaan. Hij verloor bovendien door de maatregelen van de nieuwe overheid zijn grote opdrachten en raakte snel in de vergetelheid.

### Latere leven
Sindsdien leidde Tilman Riemenschneider een teruggetrokken bestaan in Würzburg. De enige bestelling die nog aan hem kan worden toegeschreven is een werk in een Benedictijns klooster voor nonnen in Kitzingen in 1527. Tot zijn overlijden op 7 juli 1531 in Würzburg leefde hij samen met zijn vierde vrouw. Zijn zoon Jörg uit zijn tweede huwelijk zette het atelier wat hij achterliet voort.

## Werkwijze
De door Riemenschneider vervaardigde houten (veelal lindenhout) en zandstenen beeldhouwwerken vallen op door de gezichtsuitdrukking, vaak met een 'naar binnen gekeerde blik', en door de rijke plooival van de gewaden. Enkele van zijn beelden zijn, naar men algemeen aanneemt, nooit beschilderd geweest (hoewel dit in die tijd wel gebruikelijk was) om de houtstructuur te tonen. Riemenschneider was de eerste belangrijke beeldhouwer die deze werkwijze toepaste. Ook zijn er enkele beelden bekend uit albast.
De grootste collectie werken (81 stuks) van Riemenschneider bevindt zich in het Museum für Franken (voormalig Mainfränkisches Museum) in Würzburg.

## Exposities
- 1981 Würzburg, Mainfränkisches Museum: Tilman Riemenschneider - Frühe Werke
- 2000 New York, Metropolitan Museum of Art: Tilman Riemenschneider. Master Sculpture of the Late Middle Ages
- 2003 Neurenberg, Germanisches Nationalmuseum: Treffpunkt der Meisterwerke. Tilman Riemenschneider zu Gast im Germanischen Nationalmuseum
- 2004 Würzburg: dubbelexpo in Mainfränkisches Museum: Werke seiner Blütezeit en Museum am Dom: Werke seiner Glaubenswelt

## Werken (selectie)
- Hassenbacher Vesperbild (circa 1490) (Oberthulba, Pfarrkirche im Ortsteil Hassenbach),
- Apostel-Abschiedsaltar (1491) (Kleinschwarzenlohe bei Neurenberg, Evangelische Allerheiligenkirche)
- Magdalenenretabel (1490/92), Katholische Stadtpfarrkirche St. Maria Magdalena, Münnerstadt
- Adam und Eva (1491/94) (Würzburg, Mainfränkisches Museum
- Mondsichelmadonna (1495) (Museum für Angewandte Kunst (Köln), Inv. Nr. A 1156)
- De heilige Hiëronymus en de leeuw, (37,8cm hoog albasten beeld, rond 1500), The Cleveland Museum of Art, Inv. Nr. 1946.82
- Grabmal des Bischofs Rudolf II. von Scherenberg (1496/99) (Würzburg, Dom St. Kilian)
- Kaisergrab im Bamberger Dom (1499/1514), Bamberg
- Hl. Anna und ihre drei Gatten (circa 1505/1510) (Berlijn, Skulpturensammlung und Museum für Byzantinische Kunst)
- Trauernde Maria aus Acholshausen (circa 1505) (Würzburg, Mainfränkisches Museum)
- Creglinger Marien-Retabel, (1505-1508), Herrgottskirche, Creglingen
- Apostelaltar, Kirchenväteraltar und Verkündigungsaltar (circa 1500), St.-Leo-Kirche, Bibra (bei Meiningen))
- Kruzifixus, (circa 1500-1505), Pfarrkirche St. Nikolaus, Eisingen
- Heiligblut-Retabel (1501-1505), Stadtkirche St. Jakob, Rothenburg ob der Tauber)
- Zwölfbotenaltar (1509), (oorspronkelijk in de St.-Kilians-Kirche zu Windsheim), thans in het Kurpfälzisches Museum der Stadt Heidelberg
- Kreuzigungs-Retabel (1505-1508), Pfarrkirche St. Peter und Paul, stadsdeel Detwang in Rothenburg ob der Tauber
- Epitaphaltar des Fürstbischofs Lorenz von Bibra (1520/22), Dom St. Kilian, Würzburg
- Madonna im Rosenkranz (circa 1521/24), Wallfahrtskirche "Maria im Weingarten" nabij Volkach
- Beweinung Christi (1525, Kirche St. Afra (voormalig Zisterzienserinnen-Klosterkirche), Maidbronn bij Würzburg
- Beweinungsgruppe Christi (circa 1515), Pfarrkirche St. Peter und Paul, Großostheim
- Trauernde Frauen (circa 1500), Landesmuseum Württemberg, Stuttgart

## Fotogalerij

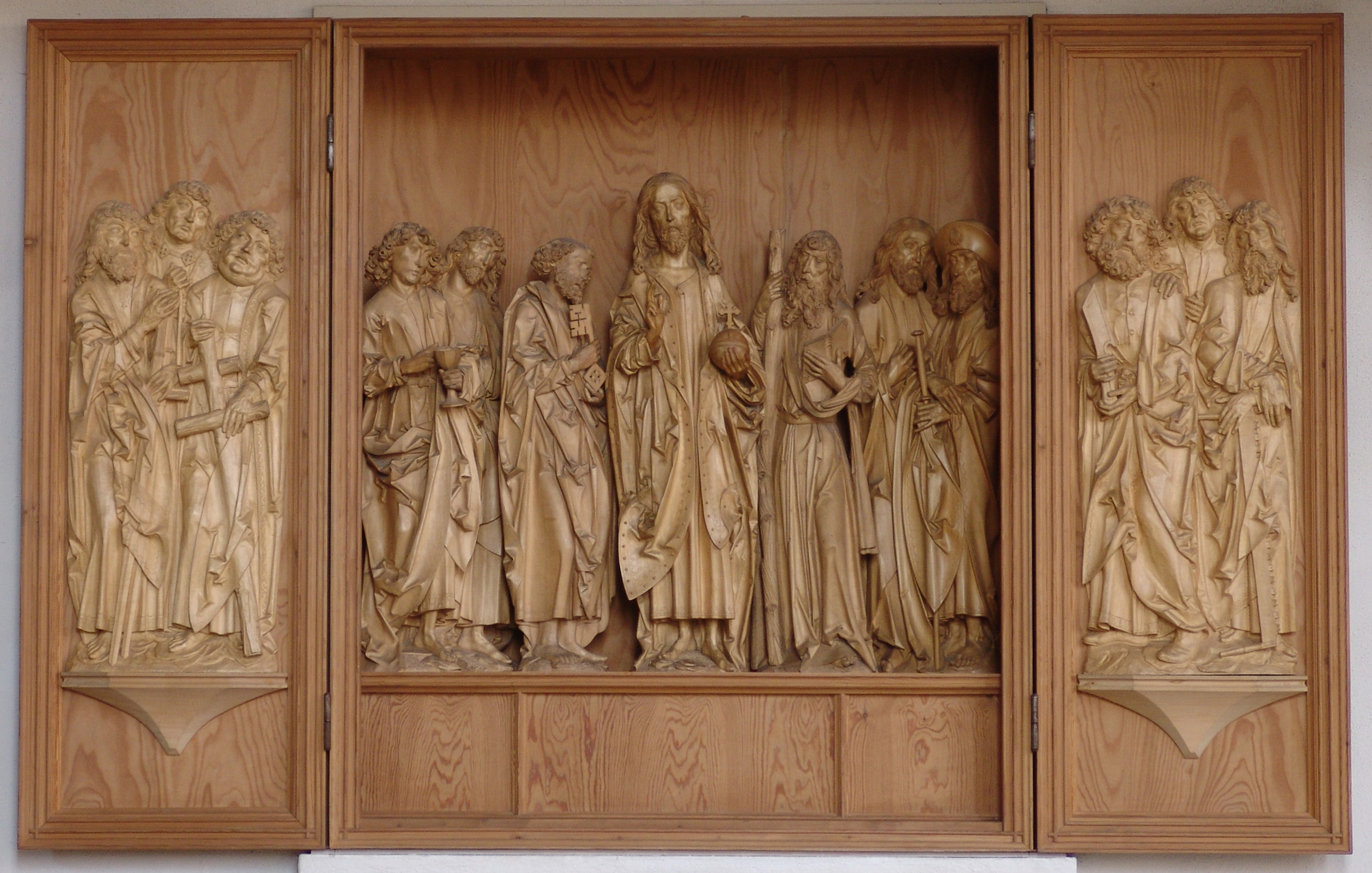
Apostelretabel - Windsheimer Altar (kopie), Bad Windsheim
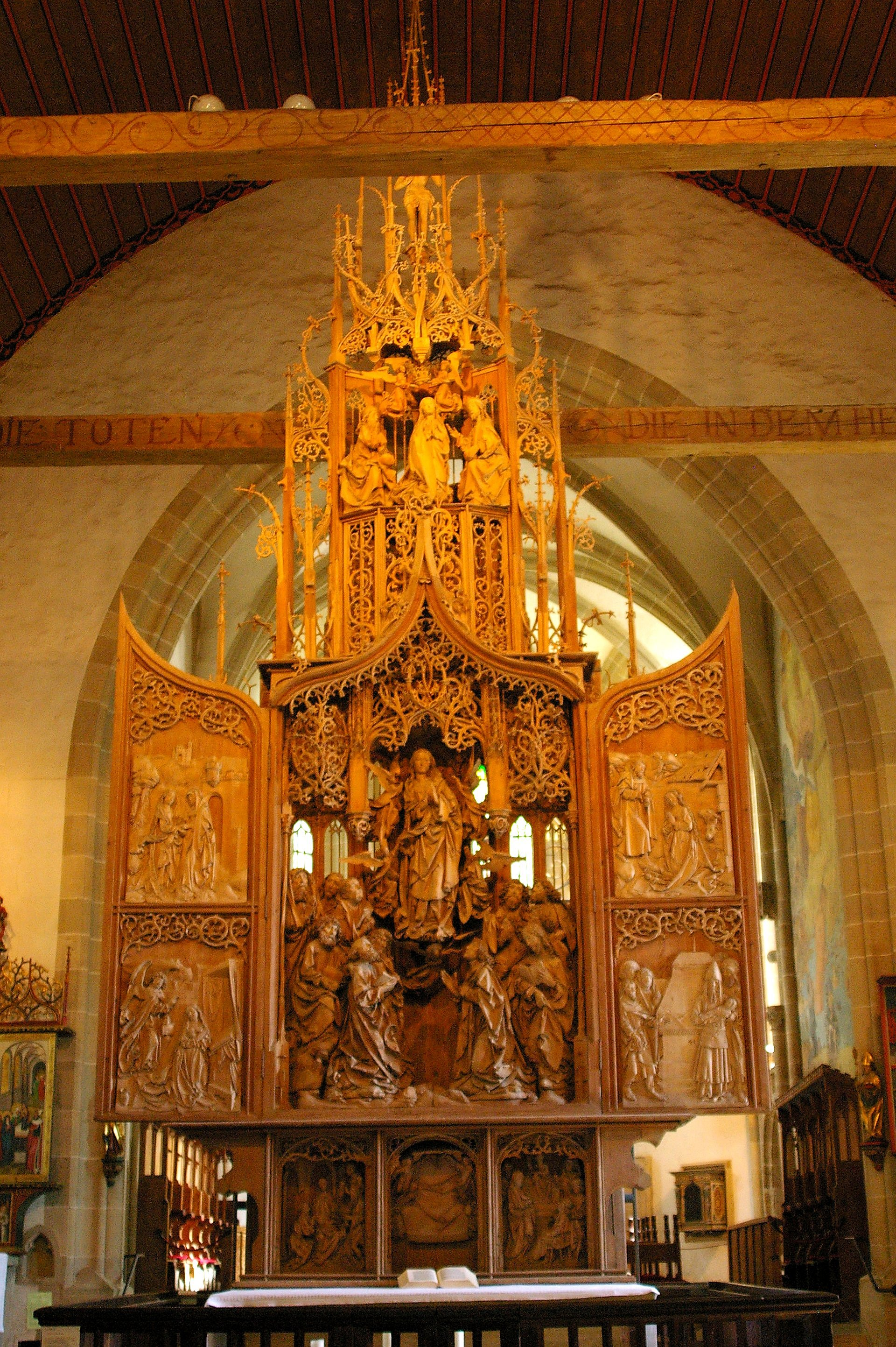
Creglingen - Marienaltar
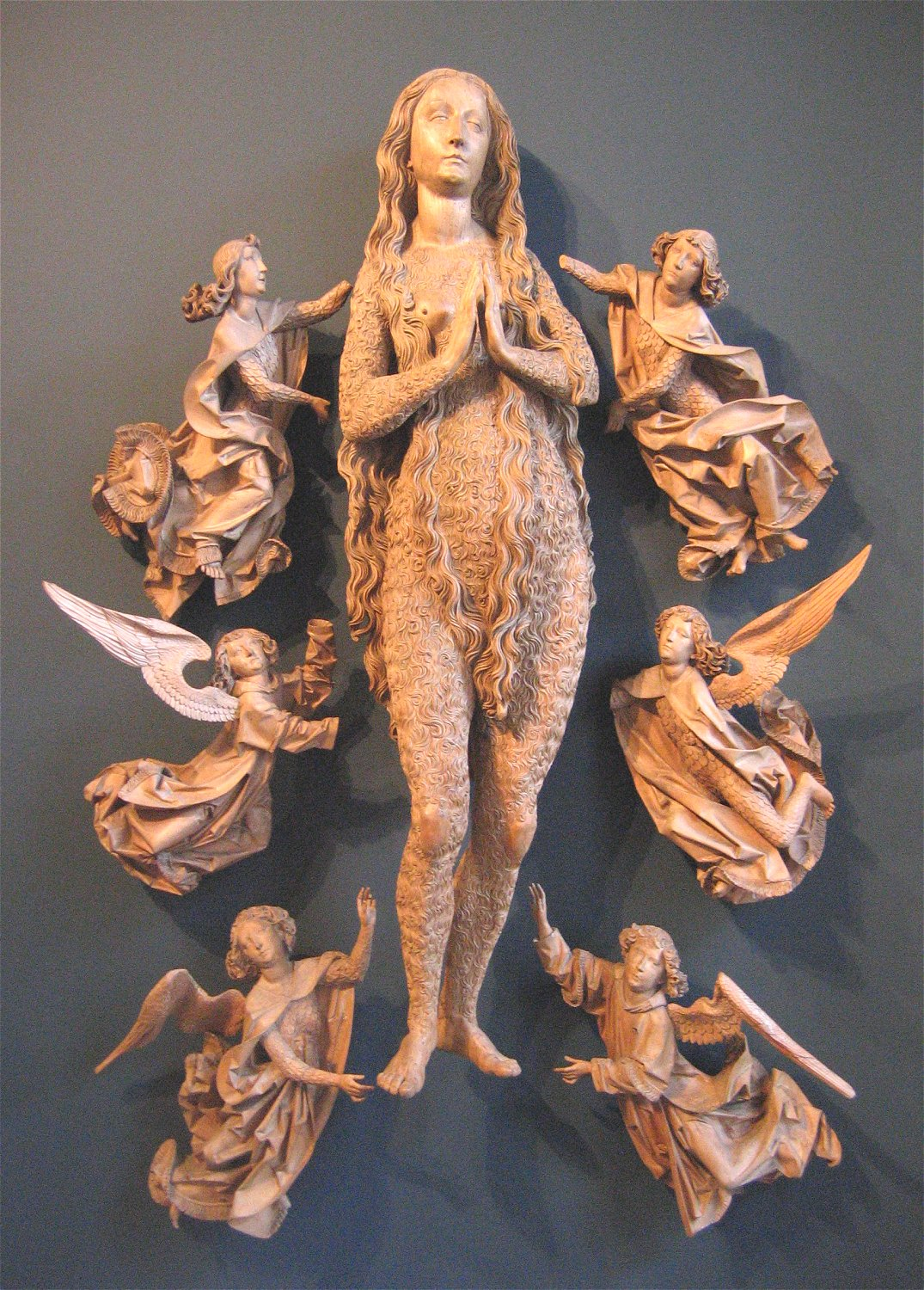
Heilige Magdalena von Engeln erhoben (1490/2), hoogaltaar Münnerstadt; München, Bayerisches Nationalmuseum
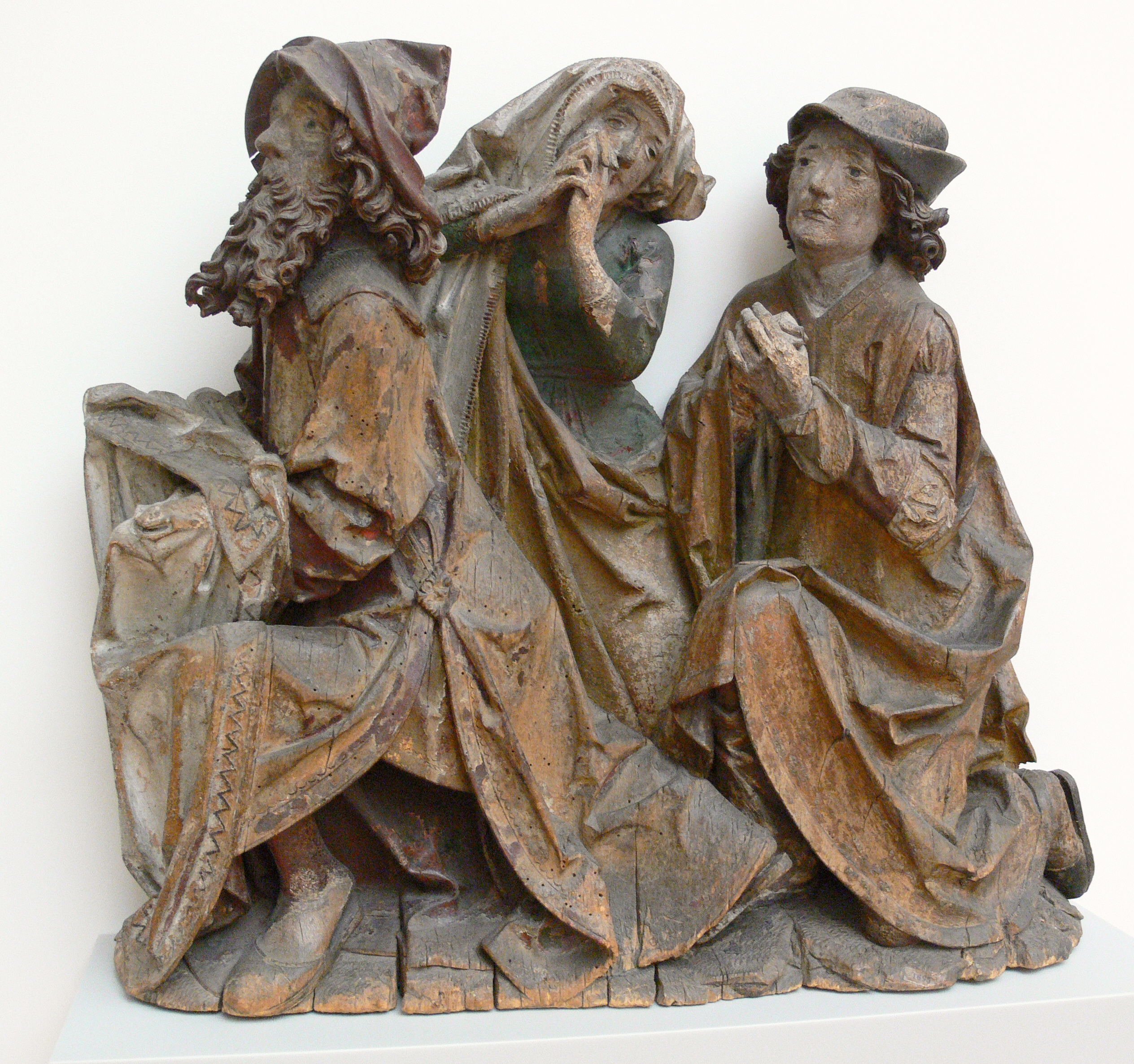
Trauernde (Beweinung Christi) (1485/90), Bode Museum (Berlijn)
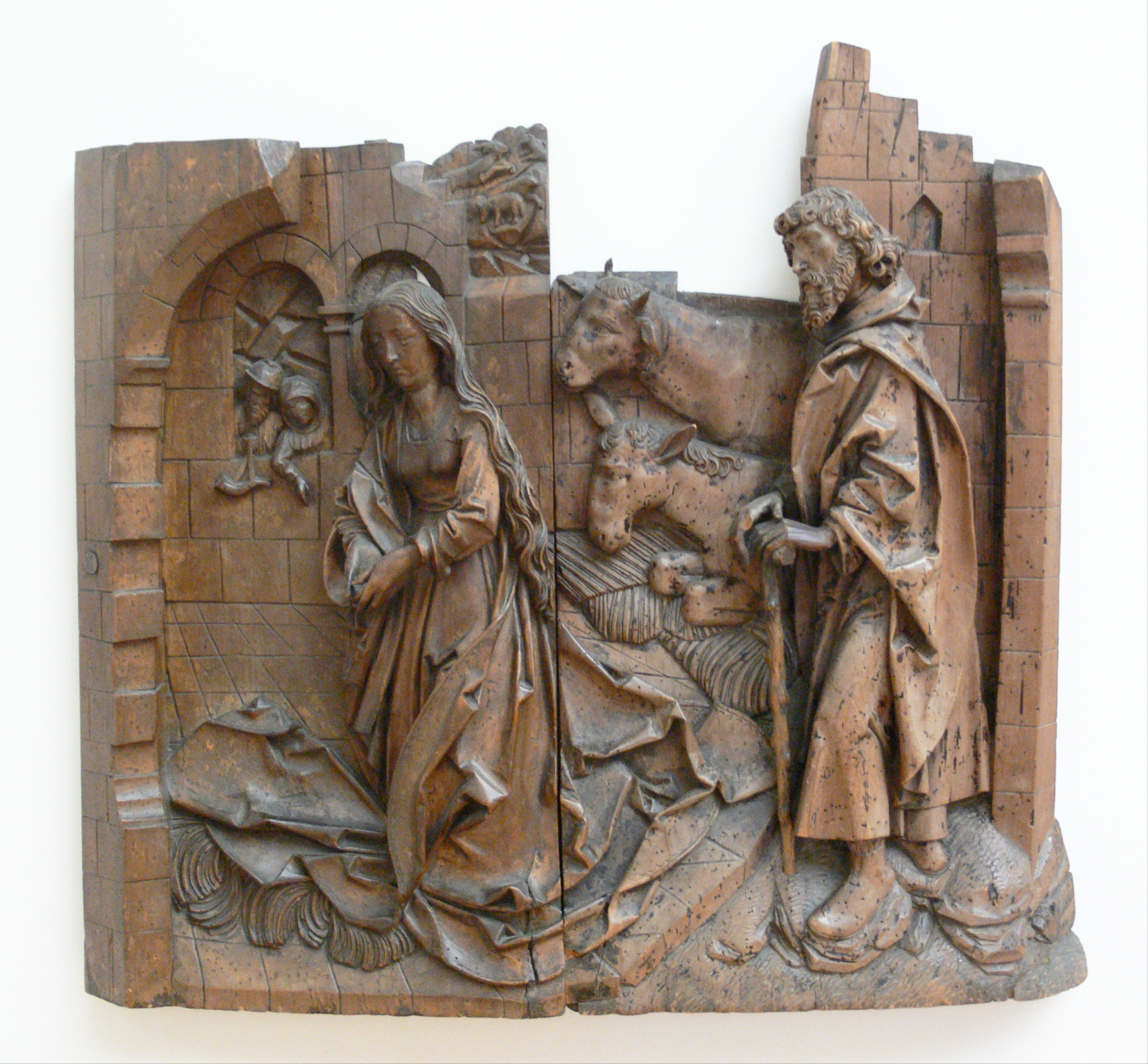
Reliëf Geburt Christi (1505/10), Bode Museum (Berlijn)
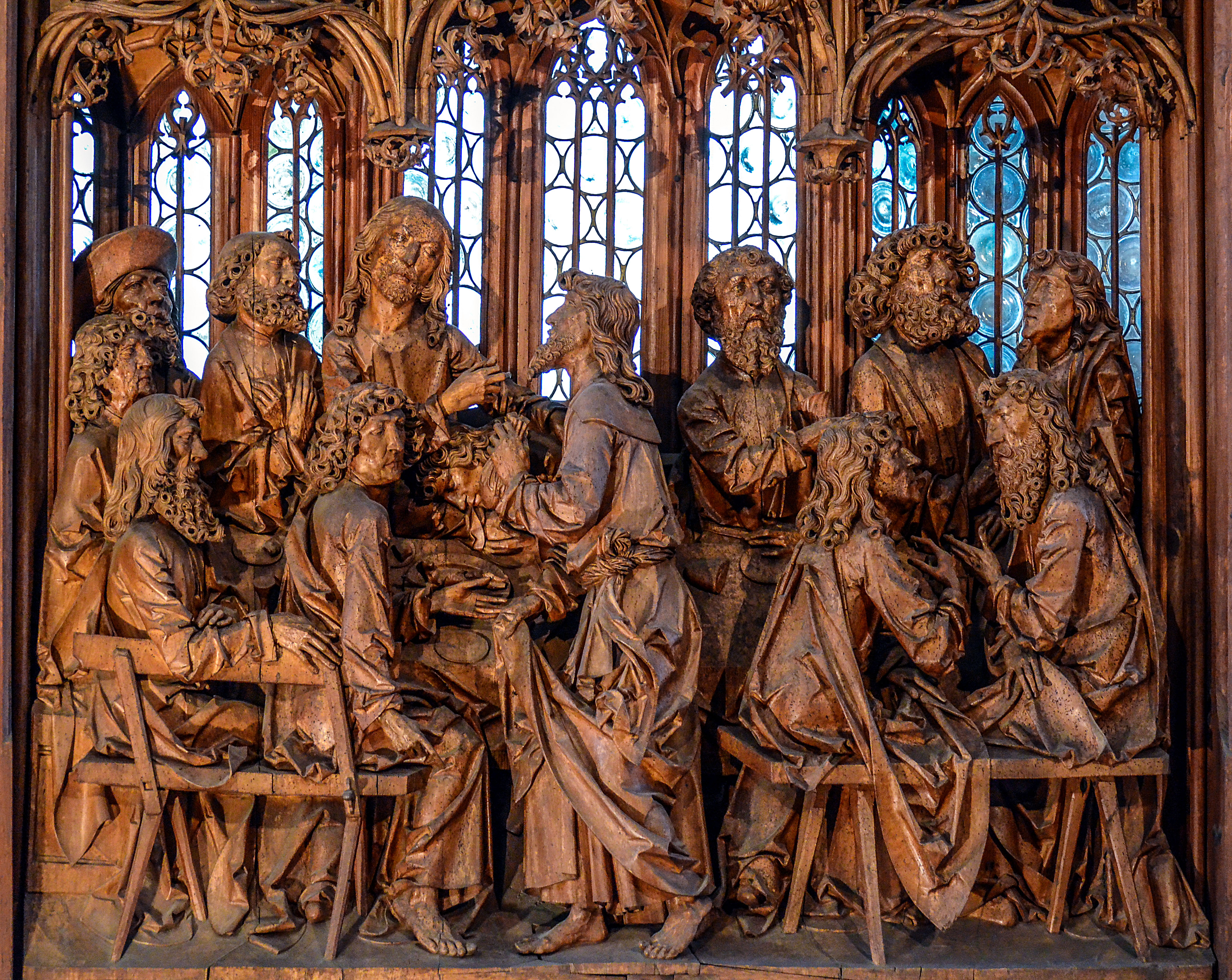
Heilig-Blut-Altar (1500/05), Rothenburg ob der Tauber
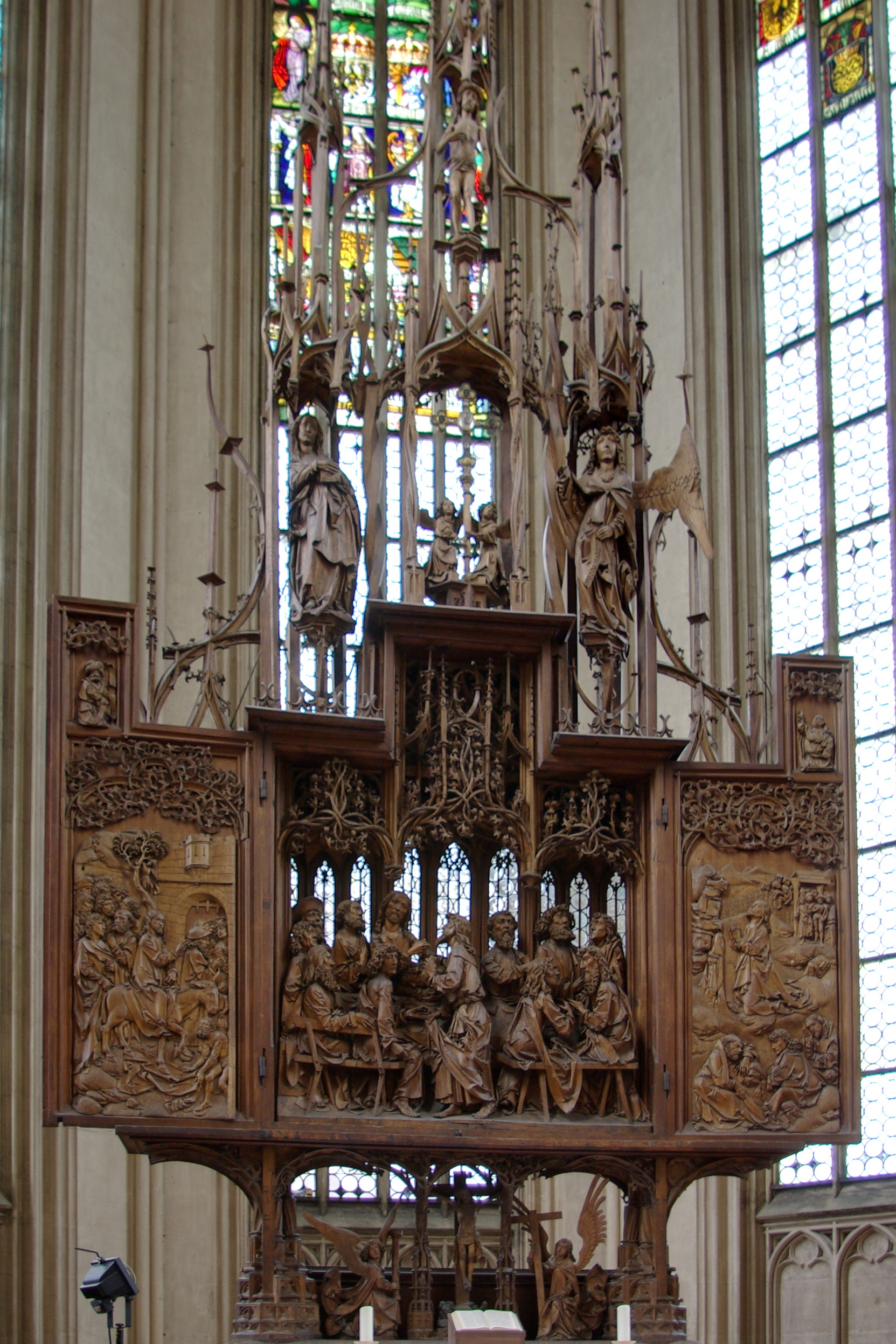
Heilig-Blut-Altar, Rothenburg ob der Tauber
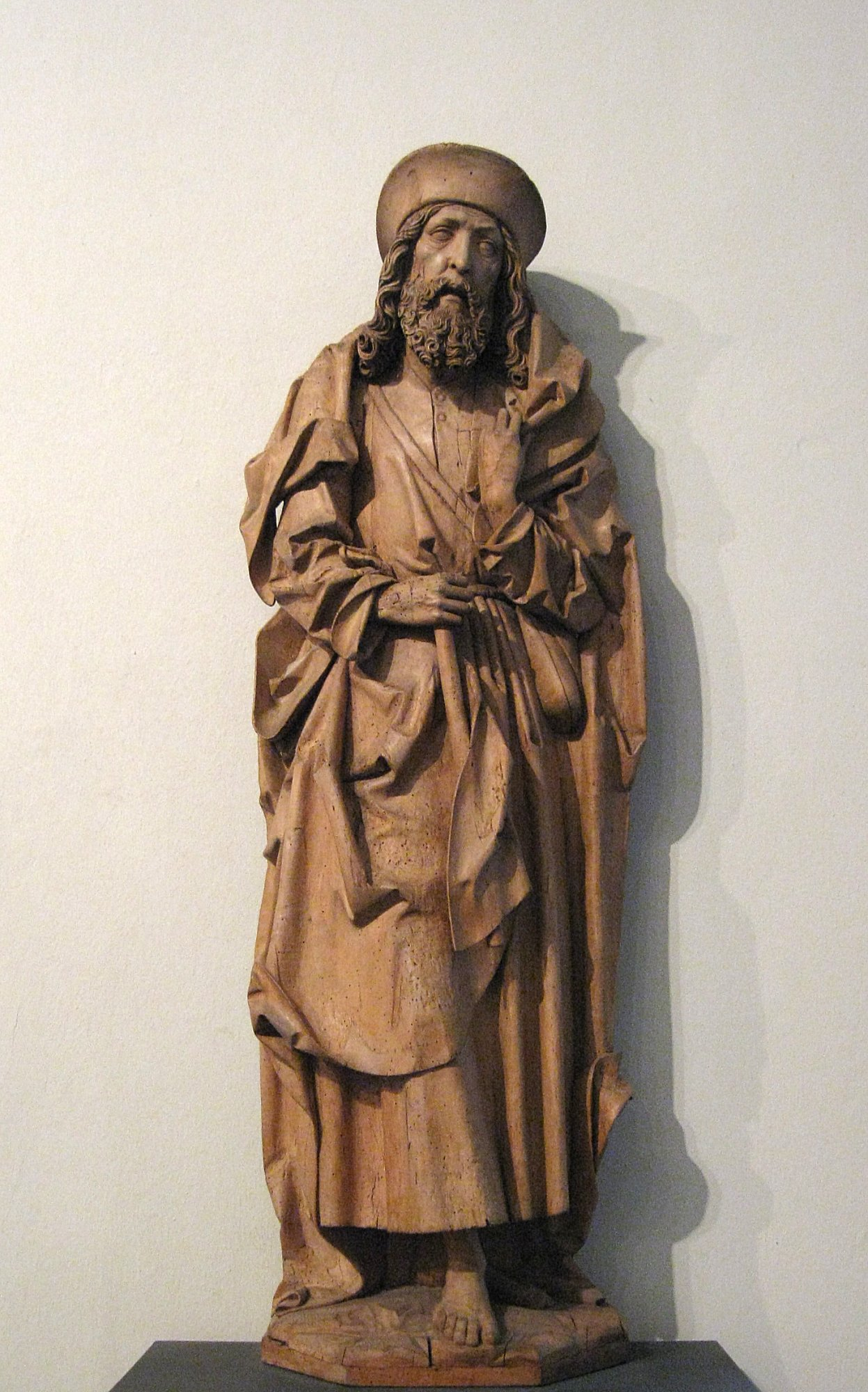
Hl. Jakobus der Ältere, ca. 1505, Bayerisches Nationalmuseum

- Bibsys: 90164321
- Biblioteca Nacional de España: XX851316
- Bibliothèque nationale de France: cb140316189 (data)
- Catàleg d'autoritats de noms i títols de Catalunya: 981058522401306706
- CiNii: DA04949239
- Gemeinsame Normdatei: 118600885
- International Standard Name Identifier: 0000 0001 0882 3595
- Library of Congress Control Number: n50053400
- Nationale Bibliotheek van Letland: 000212361
- MusicBrainz: 43cbf369-fc2e-472d-acb9-2c62853502fe
- Bibliotheek van het Japanse parlement: 00621377
- Nationale Bibliotheek van Tsjechië: jn20021002002
- Nationale bibliotheek van Australië: 36525254
- Nationale Bibliotheek van Israël: 987007266894505171
- Nationale Bibliotheek van Polen: a0000002588998
- Nationale en Universitaire bibliotheek Zagreb: 000366528
- Nederlandse Thesaurus van Auteursnamen: 068713649
- RKD-Nederlands Instituut voor Kunstgeschiedenis: 66810
- Istituto Centrale per il Catalogo Unico: SBLV297215
- LIBRIS: 275489
- SNAC: w6ff4d52
- Système universitaire de documentation: 027514935
- Trove: 1272521
- Union List of Artist Names: 500030655
- Virtual International Authority File: 27266394
- WorldCat: E39PBJdcwh83hjwxKxv78ty8G3